# Alto Paraguai
Alto Paraguai är en kommun i Brasilien.   Den ligger i delstaten Mato Grosso, i den centrala delen av landet, 1 000 km väster om huvudstaden Brasília. Antalet invånare är 9 951.
Omgivningarna runt Alto Paraguai är huvudsakligen savann. Trakten runt Alto Paraguai är nära nog obefolkad, med mindre än två invånare per kvadratkilometer.